# Ouroeste (kommun)
Ouroeste är en kommun i Brasilien.   Den ligger i delstaten São Paulo, i den södra delen av landet, 500 km sydväst om huvudstaden Brasília. Antalet invånare är 8 406.
Följande samhällen finns i Ouroeste:
- Ouroeste

Omgivningarna runt Ouroeste är en mosaik av jordbruksmark och naturlig växtlighet. Runt Ouroeste är det ganska glesbefolkat, med 22 invånare per kvadratkilometer.